# Karl Meyer (biochimico)
Karl Meyer (Kerpen, 4 settembre 1899 – Cresskill, 18 maggio 1990) è stato un biochimico tedesco.
Ha lavorato sul tessuto connettivo e ha determinato le proprietà dell'acido ialuronico negli anni '30.

## Biografia
È nato il 4 settembre 1899 a Kerpen, in Germania. Meyer ha studiato medicina e ha conseguito il dottorato all'Università di Colonia nel 1924. Una volta trasferito a Berlino ha proseguito gli studi, questa volta in chimica, ottenendo un dottorato in chimica alla Società Kaiser Wilhelm nel 1927. Nel 1930 Herbert Evans invitò Meyer a lavorare come assistente professore presso l'Università della California, a Berkeley. Si è poi trasferito a New York e ha lavorato presso la Columbia University facendo ricerche sull'acido ialuronico.
Residente a Teaneck, nel New Jersey, Meyer è morto all'età di 90 anni, il 18 maggio 1990, in una casa di cura nella vicina Cresskill.

## Premi
- 1956 - Albert Lasker Award for Basic Medical Research[4]
- 1965 - Membro dell'American Academy of Arts and Sciences[5]
- 1967 - Membro dell'Accademia nazionale delle scienze[6]

## Eredità
La Society for Complex Carbohydrates (ora Society for Glycobiology) presenta il Karl Meyer Award dal 1991.